# Émile Joly (cyclisme)
Cet article concerne le coureur cycliste belge. Pour le résistant, voir Émile Joly. Pour les autres significations, voir Joly.
Émile Joly est un coureur cycliste belge, né le 22 avril 1904 à Châtelineau et mort le 24 février 1980 à Montignies-le-Tilleul.

## Biographie
Professionnel de 1929 à 1936, Émile Joly a notamment remporté le Tour de Belgique en 1930 et compte une participation au Tour de France 1929, qu'il abandonne au cours de la 15e étape.

## Palmarès
- 1927
  - 2e d'Anvers-Menin
- 1928
  - Champion de Belgique des indépendants
  - Grand Prix François-Faber
  - 1re, 3e, 6e, 7e et 8e étape du Tour de Belgique indépendants
  - Bruxelles-Liège
  - 2e de Bruxelles-Bellaire
  - 2e de Bruxelles-Luxembourg-Mondorf
- 1929
  - Circuit de Paris
  - 2e étape du Critérium du Midi
  - 2e du Circuit de Champagne
- 1930
  - Tour de Belgique :
    - Classement général
    - 2e et 3e étapes

  - 3e étape du Grand Prix du Centenaire
  - Circuit de Paris
  - Marseille-Lyon
  - Paris-Fourmies
  - 3e du Circuit du Morbihan
  - 3e du Tour des Flandres
- 1931
  - Paris-Rennes
  - Paris-Limoges
  - Paris-Fourmies
  - Anvers-Bruxelles-Anvers :
    - Classement général
    - 1re et 2e étapes

  - 2e du championnat de Belgique
- 1932
  - Tour de l'Ouest
  - 3e du Circuit du Morbihan
  - 3e de Paris-Argentan
- 1933
  - 3e du Circuit de Paris
- 1934
  - 3e du GP de Fourmies
- 1935
  - 4e étape du Tour de Belgique